# 43 ق هـ
43 ق هـ هي السنة الثالثة والأربعون السابقة للهجرة النبوية، وهي توافق ما بين سنتي 579 و580 حسب التقويم الميلادي، أي أنها بدأت في سنة 579م وانتهت في سنة 580م.